# 醉鱼草
醉鱼草（Butterfly bush）为醉鱼草属植物，此前属于龙胆目马钱科，现在划入唇形目玄参科。

## 形态
落叶直立灌木。小枝四棱而稍有翅，嫩枝、嫩叶背面、及花序均有微细棕黄色星状毛及鳞片；卵形至长椭圆状披针形叶片全缘，或略有锯齿，先端渐尖，楔形基部；花偏向一侧，每2～3朵簇生，集成长穗状花序，7～9月开紫色花；长圆形蒴果，有鳞片。

## 分布
分布在非洲、马来西亚、美洲、日本以及中国大陆的贵州、安徽、湖北、江苏、湖南、四川、云南、广东、浙江、江西、福建等地，生长于海拔200米至2,700米的地区，见于山地路旁、河边灌木丛中或林缘。

## 别名
闭鱼花（本草纲目）、痒见消（植物名实图考长编）、鱼尾草（履巉岩本草）、樚木（普济方）、五霸蔷（中国树木分类学）、阳包树（中国药用植物志）、雉尾花（云南植物志）、鱼鳞子（安徽药材）、药杆子（江苏植物药材志）、防痛树（广西中兽医药用植物）、鲤鱼花草（中国土农药志）、药鱼子（除害灭病爱国卫生运动手册）、铁帚尾（湖南药物志）、红鱼尾（闽东本草）、楼梅草（南方主要有毒植物）、鱼泡草（福建中草药）、毒鱼草（广西本草选编）、钱线尾（全国中草药汇编）。

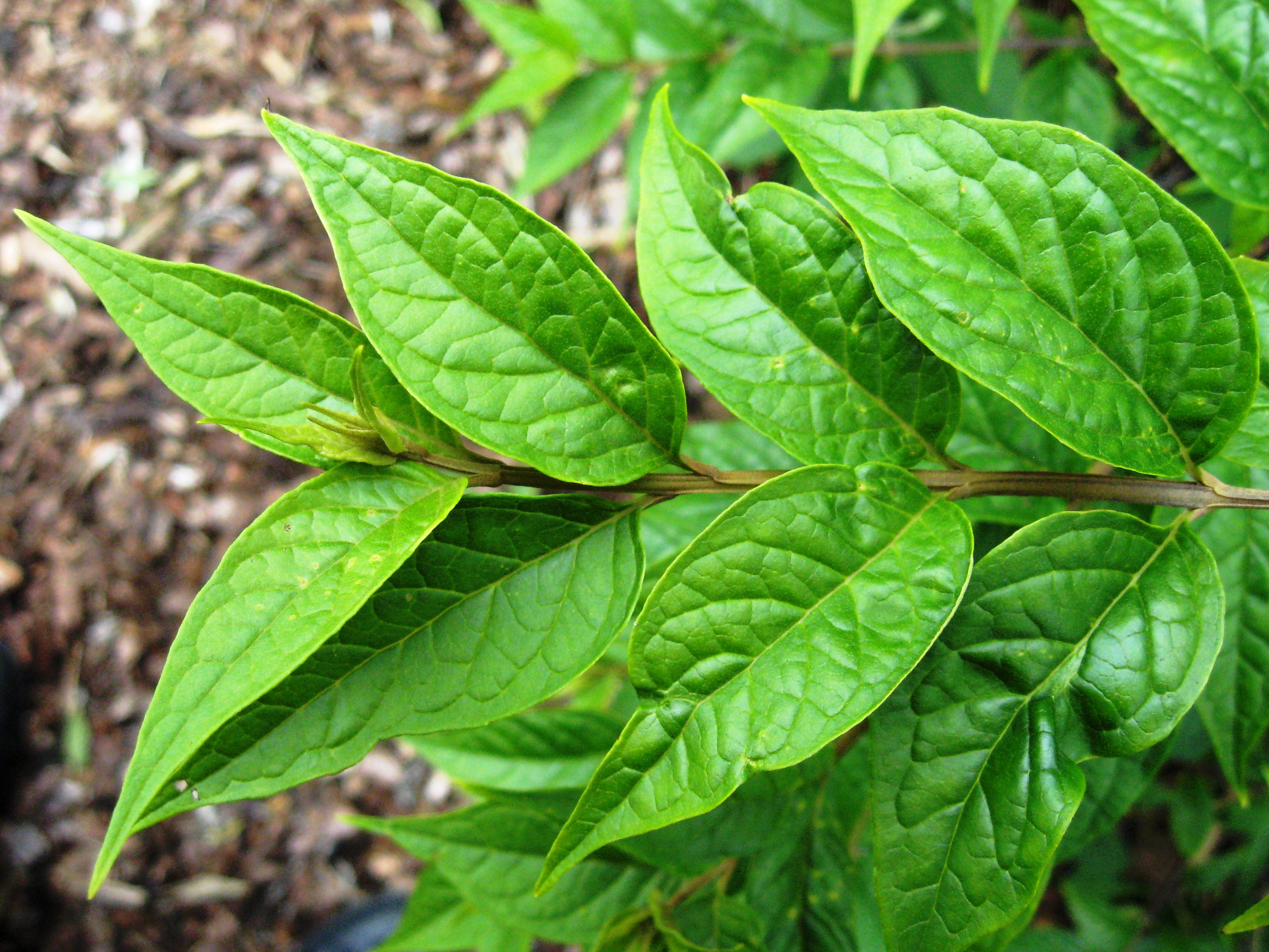
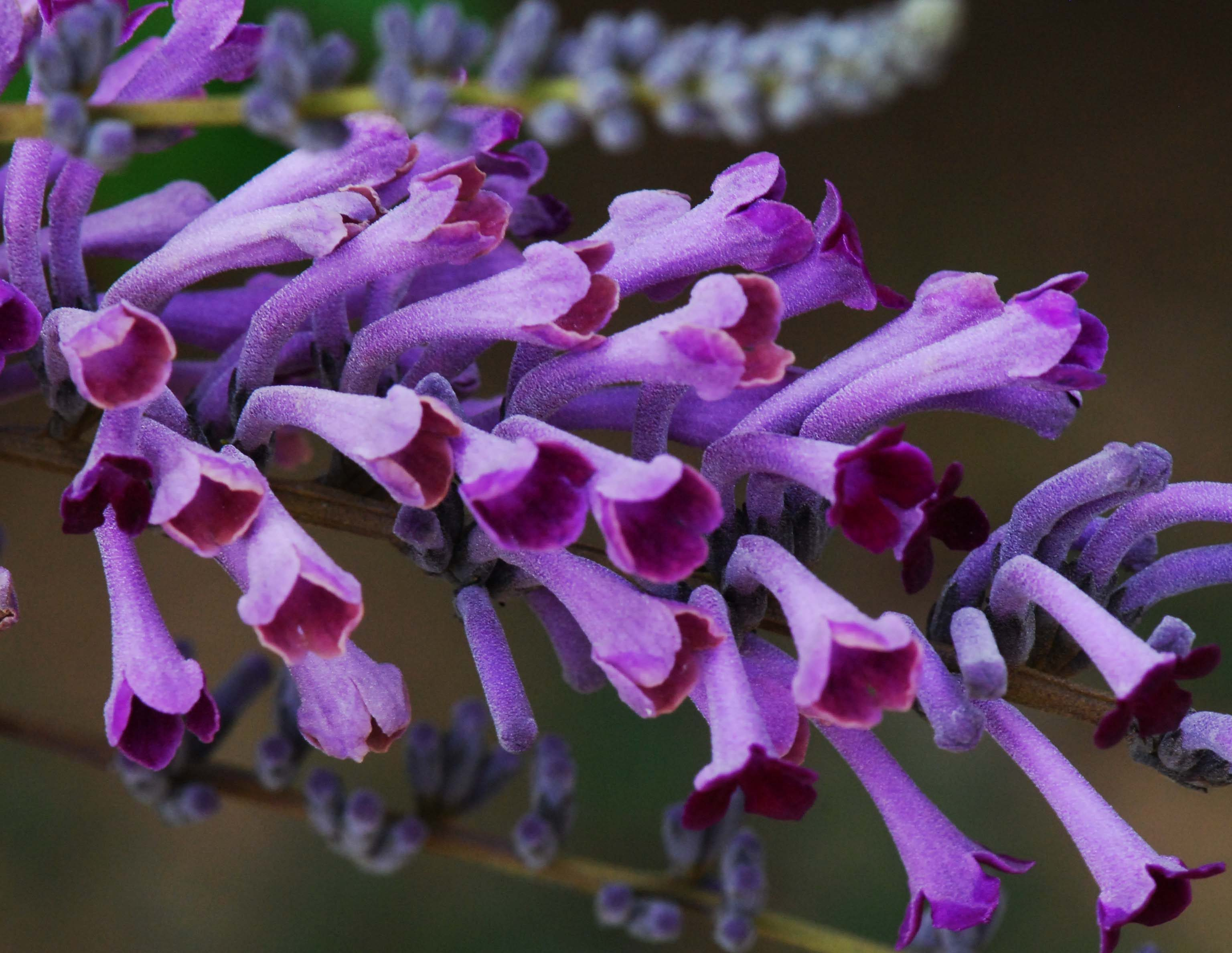
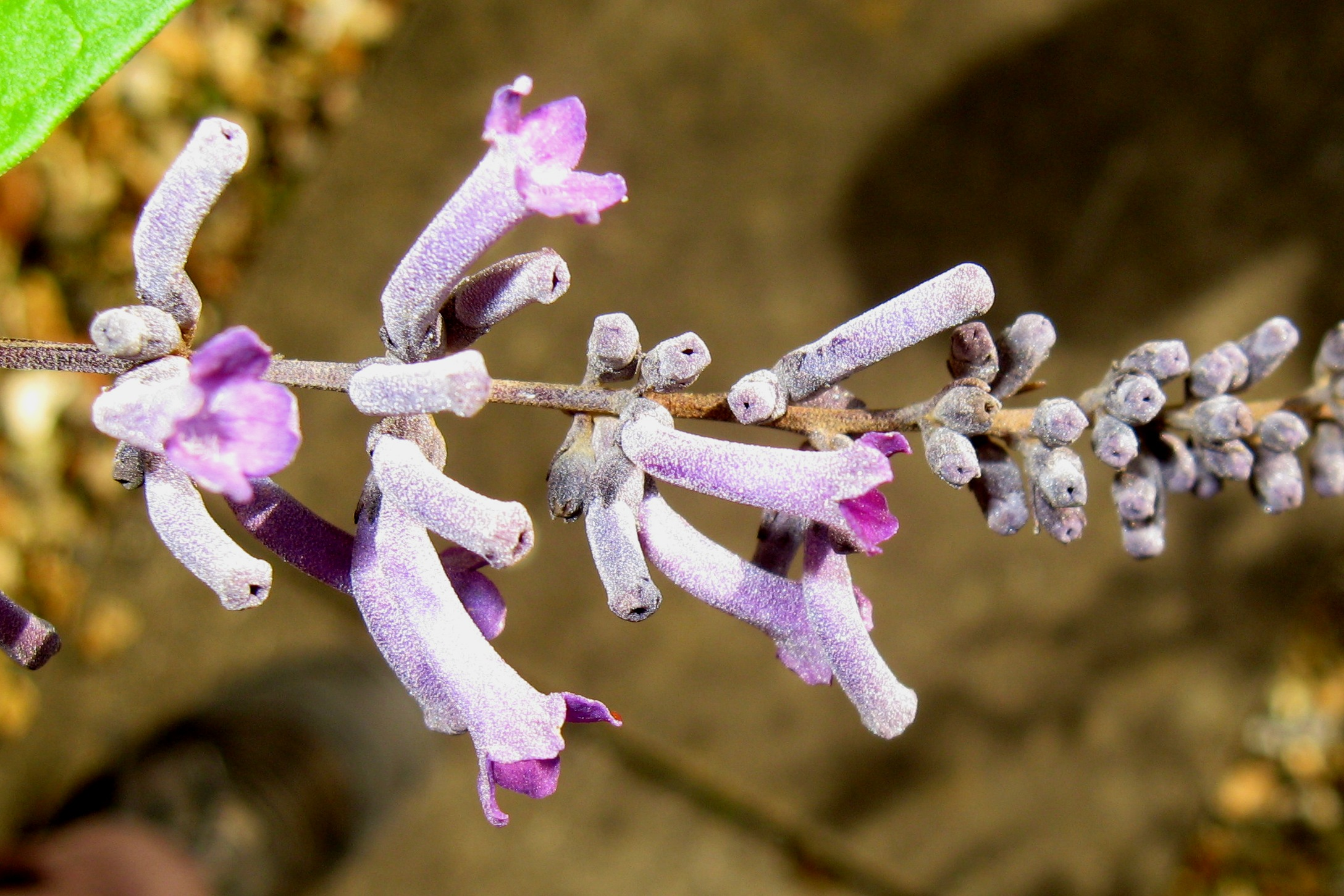

## 延伸阅读
[在维基数据编辑]
 《欽定古今圖書集成·博物彙編·草木典·醉魚草部》，出自陈梦雷《古今圖書集成》

## 外部連結
- 中国数字植物标本馆中的相关内容：醉鱼草
- 香港浸會大學中醫藥學院. 醉魚草 （页面存档备份，存于）. 藥用植物圖像資料庫.